# شهرستان سردشت
شهرستان سردشت یکی از شهرستان‌های کردنشین استان آذربایجان غربی است که در جنوب غربی این استان و امتداد جنوبی ارومیه قرار دارد و با شمال کشور عراق و اقلیم کردستان عراق همسایه است. مرکز این شهرستان، شهر سردشت بوده و مردم این شهرستان کردزبان می‌باشند و با گویش سورانی و لهجه مکریانی صحبت می‌کنند.
راه بانه به پیرانشهر و راه مهاباد به سردشت، همراه با شبکه‌ای از راه‌های روستایی، راه‌های ارتباطی این شهرستان را تشکیل می‌دهند.

## موقعیت جغرافیایی
سردشت از شمال با شهرستان میرآباد، از شمال شرق با پیرانشهر و مهاباد، از شرق با بوکان و از جنوب شرق با بانه در استان کردستان همسایه است. سردشت از غرب با شهرهای رانیه و قلعه دیزه و استان اربیل و از جنوب با شهر سلیمانیه و شهر شارباژیر و ماوت در استان سلیمانیه همسایه است. همچنین سردشت دارای ۱۰۰ کیلومتر مرز با کردستان عراق
است.

## جمعیت
جمعیت این شهرستان براساس سرشماری سال ۱۳۸۵ برابر با ۱۰۴۱۴۶ نفر بوده است که از این تعداد ۵۲۴۹۴ نفر آنان مرد و ۵۱۶۵۲ نفر آنان زن بوده‌اند.

## نامگذاری سردشت
برخی بر این باورند که سردشت (زَردَشت) از آنجا که این نام را در کُردی «زرتشت» و «زرادشتر» می‌خوانند. عقیده دارند که سردشت از نام زرتشت گرفته شده باشد که بعد از حمله اعراب به ایران به سردشت تغییر نام پیدا کرده باشد. همچنین سردشت می‌تواند از دو قسمت (سر) و (دشت) باشد که در زبان کردی به معنای دشتی است که تا رودخانه زاب ادامه دارد.

## بمباران شیمیایی
ساعت ۴:۳۰ بعد از ظهر هفتم تیرماه سال ۱۳۶۶این شهر مورد حمله شیمیایی جنگنده‌های عراقی قرار گرفت، هفت بمب شیمیایی به این شهر اصابت کرد که چهار عدد از آن‌ها به مرکز شهر و سه بمب دیگر در یک دره نزدیک روستاهای سردشت فرود آمد.
.

## ویژگی‌های گردشگری، تجاری و صنعتی
ناحیه سردشت به دلیل وجود جاذبه‌های طبیعی – محیطی و مناظر بکر و فوق‌العاده و همچنین آداب و رسوم و ویژگی‌های ناحیه در استان و حتی کشور یک محدوده جغرافیایی استثنائی است. جاذبه‌های طبیعی – محیطی از جمله (آبشار شلماش در فاصله ۸ کیلومتری شهر، گردنه زمزیران بین سردشت و مهاباد، آبشار رزگه در منطقه آلان، آبشار چکوو تفرجگاه خدرآباد و پردانان و دره گرژال در جاده سردشت به پیرانشهر، دشت وزنه در دامنه کوهستان‌های قندیل، دشت باژار، تفرجگاه و مصیف زوران، تفرجگاه بیوران و باساوه، کانی گراوان در کیلومتر ۱۵ جاده مهاباد، و وجود ۹۰٬۰۰۰ هکتار جنگل در سطح ناحیه و چشمه سارهای متعدد، جاذبه‌های فرهنگی (آداب و رسوم خاص)، آثار تاریخی و باستانی ناحیه (از جمله قلعه باستانی ربط در ۱۵ کیلومتری شهر مربوط به هزاره قبل از میلاد، شهر موساسیر مربوط به دوران مادها، مربوط به دوره اشکانیان در فاصله ۲ و ۳ کیلومتری شمال شهر، محوطه تاریخی ساوان در فاصله ۲۵ کیلومتری شهر، پل قلاتاسیان مربوط به دوره سامانیان، حمام قدیمی در داخل شهر مربوط به دوره عزیزخان موکری وزیر کرد که مربوط به دوران قاجاری است و محوطه‌های تاریخی متعدد که هنوز در سطح ناحیه شناسایی و کشف نشده‌اند، را می‌توان به عنوان بستر و زمینه‌ساز رشد و شکوفایی ناحیه در زمینه‌های مختلف اجتماعی و اقتصادی و توریستی دانست؛ با ذکر این اوصاف باید گفت که سردشت قابلیت تبدیل به منطقه نمونه گردشگری را دارد.
شهرستان سردشت دارای سه بازارچه فعال مرزی کیله در منطقه روستای بیوران و بیژوه و قاسم رش در منطقه آلان است؛ که از طریق گمرک قضایی و بازارچه کیله در سال ۱۳۸۹ ۵۷ میلیون دلار کالا صادر شده است.
سردشت مبدأ صدور کالاهای خارجی به بازارچه‌ها و پاساژهای شهرهایی چون بانه، مهاباد و پیرانشهر و حتی ارومیه، می‌باشد. چالب توجه این‌که این در شهرهای مذکور کالاها با قیمت‌های گذاف تر فروخته می‌شوند ولی در شهر سردشت با قیمت نازل می‌توان آن‌ها را خرید.
شهرستان سردشت بهترین و نزدیکترین شهر آذربایجان غربی به شهرهای اقلیم کردستان، عراق، و حوزه مدیترانه می‌باشد. در آینده‌ای نزدیک مرز بین‌المللی کیلا در سردشت افتتاح خواهد شد که نزدیکترین مسیر از تهران و مرکز کشور به شهرهای هولیر (اربیل) و دهوک و سلیمانیه خواهد بود.
همچنین سردشت دارای گمرک و مرز زمینی کیله با کردستان عراق می‌باشد که در حال تبدیل شدن به مرز بین‌المللی است. فاصله سردشت از طریق راه آسفالته با مرز ۱۴ کیلومتر و فاصله هوایی سردشت با نقطه صفر مرزی کیله ۸ کیلومتر می‌باشد، و فاصله سردشت با قلادزه (قلعه دیزه) ۳۵ کیلومتر و با رانیه ۶۵ کیلومتر و با هولیر (اربیل) ۲۰۰ کیلومتر می‌باشد. با افتتاح مرز بین‌المللی کیله، سردشت به دروازه ترانزیت ایران در شمال غرب به کردستان عراق، ترکیه، سوریه و حوزه مدیترانه تبدیل می‌شود.

## نگارخانه

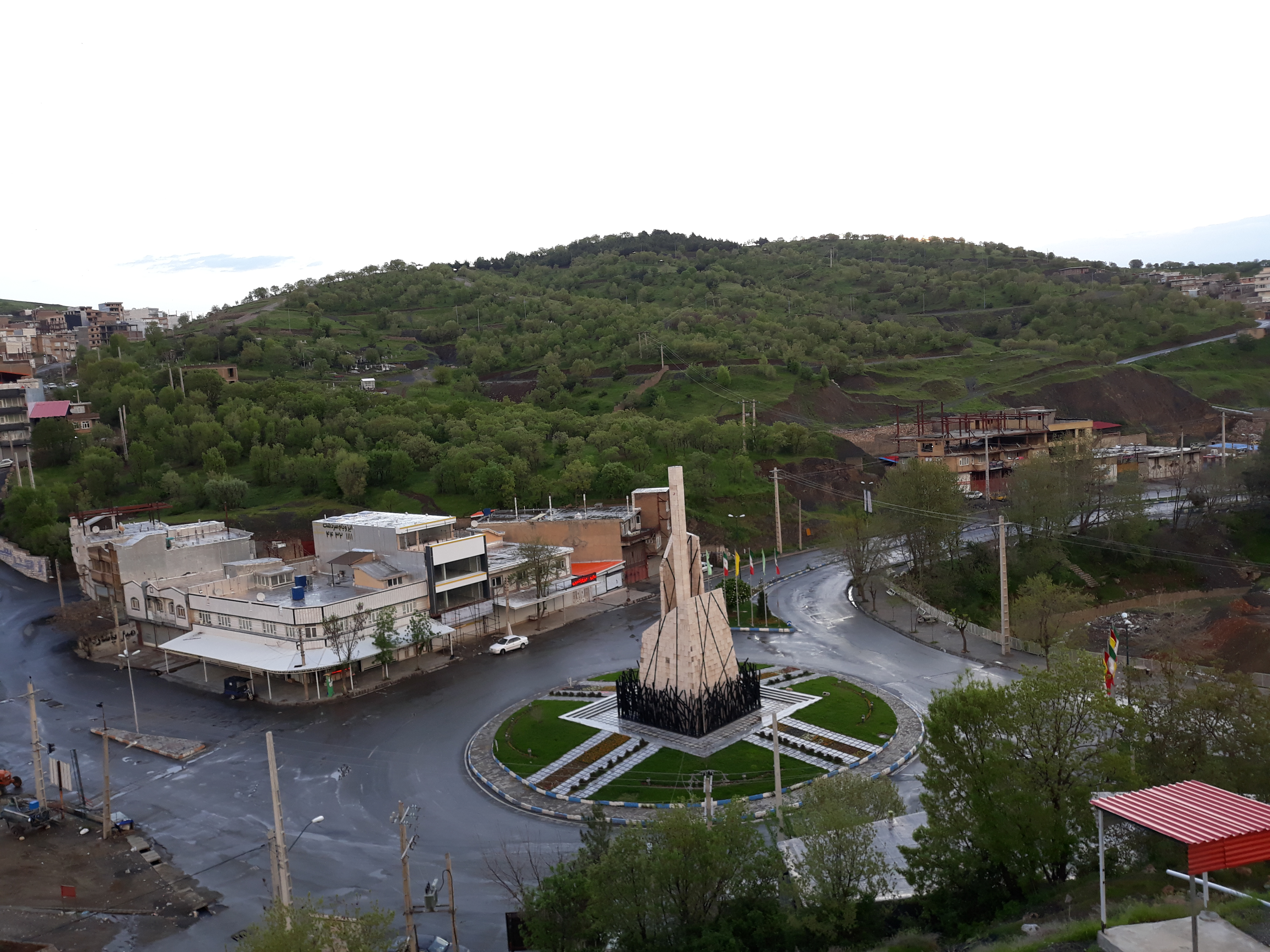
تصویری از میدان شهدای هفت تیر سردشت
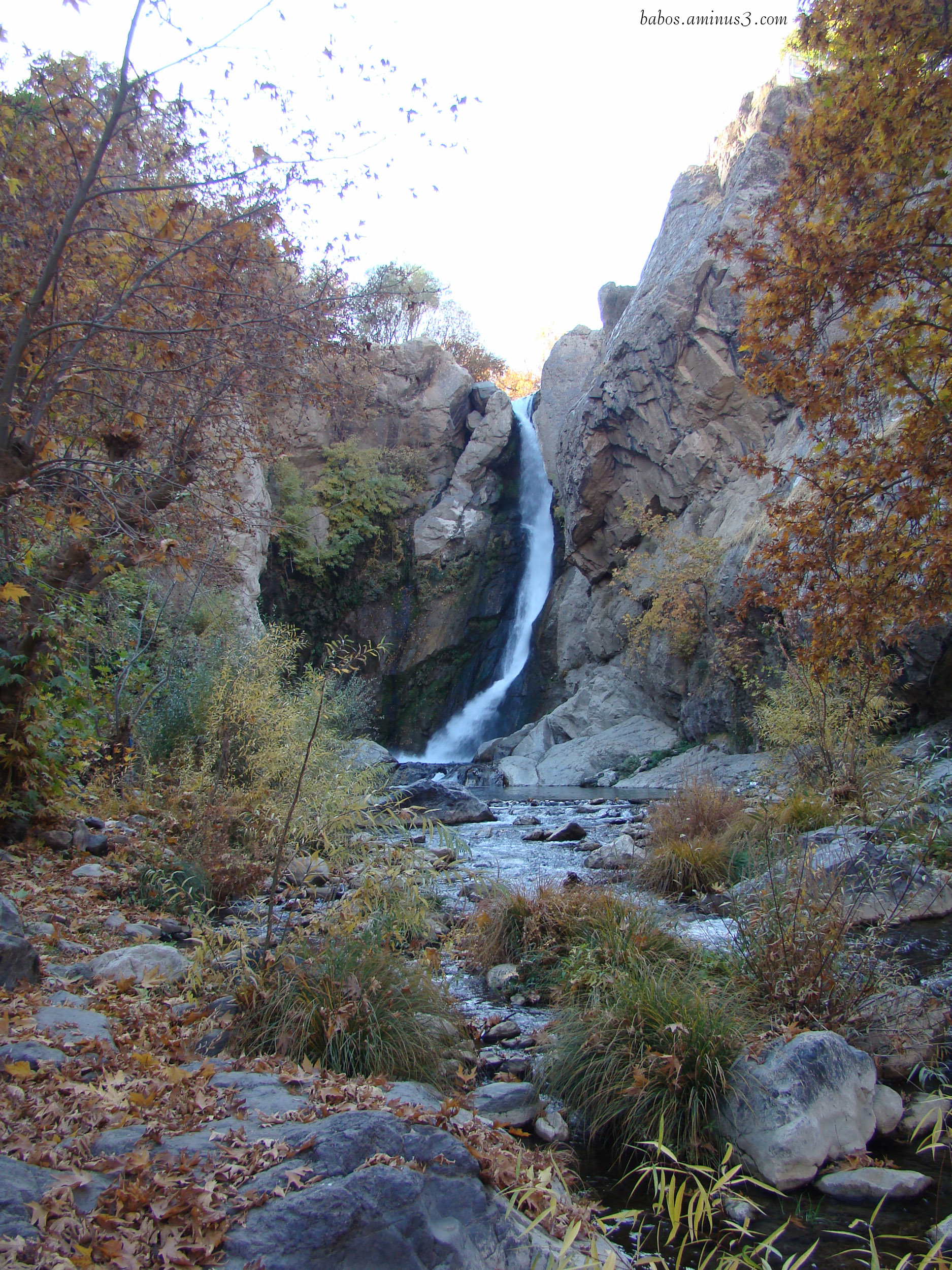
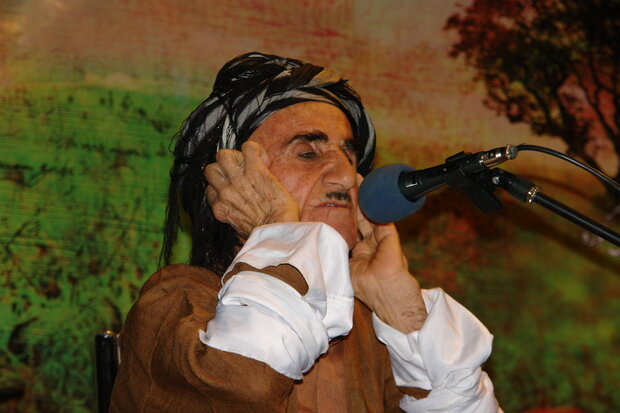

## تقسیمات کشوری
تقسیمات کشوری این شهرستان، بنابر آنچه در نتایج آمارگیری سرشماری سال ۱۳۸۵ کل کشور و نیز آخرین مصوبات هیئت وزیران آمده است، بر حسب بخش، شهر، دهستان و روستا به شرح زیر است:

### بخش‌ها
- مرکزی
- ربط

### شهرها
- سردشت
- ربط
- نلاس

### دهستان‌ها
دهستان‌های بخش مرکزی
- آلان
- بریاجی

دهستان‌های بخش ربط
- باسک کولسه
- گورک سردشت